# К-51 (граната)
К-51 — радянська ручна аерозольна «сльозогінна» граната нелетальної дії.

## Опис
Розроблена в 1970-ті роки в СРСР.
Корпус із твердого пластику з металевим дном. Герметичний корпус гранати наповнений порошкоподібною сильно подразнювальною речовиною нелетальної дії (імовірно CS — 2-хлоробензальмалононітрил).
Вплив гранати К-51 порівняно з гранатами для розгону демонстрантів значно вищий, оскільки вона була створена для військових та спеціальних служб.
Після початку горіння запалу відбувається реакція всередині гранати; речовина, що горить, підвищує тиск усередині корпусу і вибиває дно гранати, розпорошуючи хмару хімічної речовини.
Противник, який потрапив у аерозольну хмару, без протигаза не здатний чинити опір і вести вогонь, оскільки руки рефлекторно тягнуться до обличчя, аби протерти очі. Дихальні шляхи пронизує задишка з кашлем, носові пазухи заповнює слиз.

## Бойове застосування
Слід зазначити, що застосування хімічних засобів боротьби з заворушеннями (зокрема, речовин сльозогінної дії) «як засіб ведення війни» заборонено Конвенцією про хімічну зброю (стаття 1, пункт 5) та Женевським протоколом 1925 року.

### Протести 1989 в Тбілісі
Радянська армія застосувала спецзасіб — гранати К-51 під час розгону масових протестів 9 квітня 1989 року в Тбілісі. Вибух кількох гранат спричинив паніку, яка призвела до тисняви та майже чотирьох тисяч постраждалих, 543 потерпілих було госпіталізовано.

### Російсько-українська війна
Відомо, що такі гранати використали російські бойовики під час боїв за термінали Донецького аеропорту в 2015 році. Тоді було неодноразово помічено застосування сльозогінної отруйної речовини проти українських захисників.
Про застосування таких гранат неодноразово повідомляли українські військові під час повномасштабного вторгнення з лютого 2022 року.
Була застосована 24 вересня 2022 року на території України.
12 жовтня 2022 року про застосування російськими загарбниками цих гранат повідомив Генеральний штаб Збройних Сил України. Українським військовим вдалось засобами радіоелектронної боротьби знешкодити ворожий квадрокоптер, який ніс гранату для скидання на позиції українських захисників у Запорізькій області.
14 листопада 2022 року Держприкордонслужба України повідомила про скидання гранат K-51 з дрону російськими військами на українських прикордонників у Донецькій області.
4 грудня 2022 року пресцентр Військово-морських сил ЗСУ повідомив про застосування гранати російськими військами.
9 грудня 2022 року під час засідання Постійної ради ОБСЄ у Відні Європейський Союз засудив застосування гранат із сльозогінним газом російськими військовими.
26 березня 2023 року на Луганщині прикордонниками було збито безпілотник з гранатою К-51.
Наприкінці грудня 2023 року 810-та бригада морської піхоти Чорноморського флоту Росії відкрито підтвердила застосування нею хімічних гранат К-51 в бойових діях на лівому березі Дніпра.
Від початку повномасштабного вторгнення на грудень 2023 року Сили оборони України зафіксували 465 фактів застосування Росією боєприпасів, які споряджені отруйними хімічними речовинами. Зокрема, були зафіксовані численні випадки скидання з БПЛА гранат К-51, РГР, тощо.